# Francisco Antonio de Lorenzana
Francisco Antonio de Lorenzana y Butrón (ur. 22 września 1722 w León, zm. 17 kwietnia 1804 w Rzymie) – hiszpański historyk i człowiek oświecenia. Biskup Plasencii, arcybiskup Meksyku i Toledo, kardynał prezbiter SS. XII Apostoli, prymas Hiszpanii, wielki inkwizytor Hiszpanii.

## Życiorys
Studiował w Salamance i Oviedo. Był biskupem Plasencii w latach 1765–1766, a następnie arcybiskupem Meksyku w latach 1766–1771. Był odpowiedzialny za wykonanie rozkazu króla Karola III o wygnaniu jezuitów. W 1772 został arcybiskupem Toledo, w tym czasie zajmował się edukacją królewskiego bratanka Ludwika Marii Burbona y Vallabriga, który został jego następcą w katedrze w Toledo. Około 1797 został wielkim inkwizytorem Hiszpanii. Pod koniec życia pełnił rolę królewskiego delegata w Watykanie, u papieża Piusa VI.